# Ноттингем, Майкл
Майкл Ноттингем (англ. Michael Nottingham; 14 апреля 1989, Бирмингем, Великобритания) — китский и английский футболист, защитник клуба «Аккрингтон Стэнли». Выступал за сборную Сент-Китса и Невиса.

## Биография

### Клубная карьера
Уроженец английского города Бирмингем. Начинал футбольную карьеру в любительских клубах Англии. Летом 2013 года подписал контракт с клубом  северной Национальной лиги (D6) «Солихалл Мурс», где быстро стал одним из основных игроков команды и продолжал выступать за клуб на протяжении трёх сезонов. В 2016 году перешёл в другой клуб лиги «Солфорд Сити», где отыграл ещё два года. Перед началом сезона 2018/19 подписал свой первый контракт с клубом английской футбольной лиги «Блэкпул», который выступает в Лиге 1.

### Карьера в сборной
В июне 2017 года принял участие в двух товарищеских матчах сборной Сент-Китса и Невиса против Армении и Грузии. 4 июня в дебютной игре со сборной Армении (0:5) вышел на поле в стартовом составе и был заменён на 68-й минуте. В матче с Грузией 7 июня (0:3) также появился на поле, заменив на 88-й минуте Джейсона Джасте.